# Softboy
Softboy (ソフトボーイ?, Sofutobōi, lett. "Ragazzi softball") è un film del 2010 diretto da Keisuke Toyoshima e basato sulla storia vera del Liceo Ushizu nella prefettura di Saga, in Giappone.

## Trama
Lo studente delle scuole superiori Noguchi viene a sapere che non esiste una squadra di softball maschile nei dintorni. Insieme all'amico Onitsuka ne fonda una ed inizia ad allenarsi per partecipare al torneo nazionale.

## Riconoscimenti
| Anno | Premio                         | Categoria          | Ricevente      | Risultato       |
| ---- | ------------------------------ | ------------------ | -------------- | --------------- |
| 2011 | Awards of the Japanese Academy | Miglior esordiente | Kento Nagayama | Vincitore/trice |